# 村井克行
村井 克行（むらい かつゆき、1969年12月17日 - ）は、日本の元俳優。本名は同じ。京都府京都市出身。身長175cm、血液型はA型。京都嵯峨芸術大学短期大学部卒業。

## 人物
整った顔立ちの割りに、謎めいた人物やクセのある役柄、心を病んでいる役柄などを演じる。
『仮面ライダー555』出演決定時のインタビューでは、『仮面ライダー』シリーズにずっと出演したかったと喜んでおり、シリーズ第1作『仮面ライダー』からリアルタイムで視聴していたファンであり、それどころか近年の平成ライダーにまで詳しいといった意外な一面を見せた。『人造人間ハカイダー』のファンでもあり、『仮面ライダー555』では自らの役柄・村上の怪人体であるローズオルフェノクにハカイダーのデザインを取り入れるようにデザイナーに頼んだという。
特技はギター、ドラム、空手。
2011年以降、俳優として出演記録が確認されていない。

## 出演

### テレビドラマ
- 日曜劇場（TBS）
  - ベストパートナー（1997年）
  - なにさまっ!（1998年）
  - 華麗なる一族（2007年）
- 大岡越前 第15部 第23話「辻斬りは拝領の太刀」（1999年2月22日、TBS） - 弥助 役
- ケイゾク（1999年、TBS） - 斑目重友 役
- ケイゾク 特別篇 PHANTOM〜死を契約する呪いの樹（1999年、TBS） - 斑目重友 役
- Shin-D マーダー・ゲーム 犯行現場（1999年、日本テレビ）
- 危険な協奏曲（2000年、NHK BS-2） - 森口康志 役
- QUIZ（2000年、TBS） - 高野啓 役
- 大河ドラマ（NHK総合）
  - 元禄繚乱（1999年） - 岡嶋八十右衛門 役
  - 風林火山（2007年） - 大須賀久兵衛 役
- 土曜ナイトドラマ 29歳の憂うつ・パラダイスサーティー（2000年、テレビ朝日） - 古窪伸 役
- 金田一少年の事件簿 魔術列車殺人事件（2001年、日本テレビ） - ノーブル由良間 役
- 剣客商売（フジテレビ）
  - 第2シリーズ 第7話（2000年） - 小堀右京 役
  - 第3シリーズ 第1話（2001年） - 加藤勝之進 役
  - スペシャルドラマ 「助太刀」（2004年） - 高田平馬 役
- ネバーランド（2001年、TBS） - 佐々木教諭 役
- HERO 第6話（2001年、フジテレビ） - 真壁哲也 役
- ブラック・ジャック カルテIII：悲劇の天才料理人（2001年、TBS） - 嘉納俊二 役
- レッド Red 〜運命の赤い髪〜（2001年、東海テレビ） - 芹川直也 役
- 明智小五郎対怪人二十面相（2002年、TBS）
- 子連れ狼 第1話（2002年、テレビ朝日）
- 木曜ミステリー 科捜研の女 第4シリーズ FILE.7（2002年、日本テレビ） - 秋沢宗則（被害者の恋人） 役
- ザ・ホワイトハウス（2002年、NHK総合） - 吹き替え
- ダブルスコア 第1話（2002年、フジテレビ）
- はみだし刑事情熱系 PART-VI 第13話（2002年、テレビ朝日） - 富永 役
- ぼくが地球を救う 第8話（2002年、TBS） - 三鷹 役
- 水戸黄門
  - 第31部 第16話「刀が教えた賢兄愚弟 -岡山-」（2002年2月10日） - 美好寅之助 役
  - 第35部 第2話「対決！阿波踊り合戦 -徳島-」（2005年10月17日） - 卯之吉 役
  - 第36部 第14話「父子結んだ石州和紙 -津和野-」（2006年11月6日） - 恭平 役
- 松本清張没後10年特別企画 死んだ馬・殺意の接点（2002年4月） - 秋岡辰夫の友人 役
- 火曜サスペンス劇場 臨床心理士6（2002年、日本テレビ） - 的場刑事 役
- 演技者。TRASHMASTAURANT（2003年、フジテレビ） - ホト 役
- 御宿かわせみ 第3話（2003年、NHK総合）
- 仮面ライダーシリーズ（テレビ朝日）
  - 仮面ライダー555（2003年） - 村上峡児 役
  - 仮面ライダーキバ（2008年） - 大村武男役
- 茂七の事件簿3 ふしぎ草紙 第4話（2003年、NHK総合）
- 土曜ワイド劇場（テレビ朝日）
  - 西村京太郎トラベルミステリー 青函特急殺人ルート（2003年） - 鳴海市之丞 役
  - 事件12（2006年） - 大沼勝次 役
  - 炎の警備隊長・五十嵐杜夫8（2010年） - 小松 役
- 女と愛とミステリー 優雅な悪事2（2003年5月28日、テレビ東京）
- ワルシャワの秋（2003年、関西テレビ）
- 永遠の君へ（2004年、東海テレビ） - 真島純一 役
- 金曜エンタテイメント（フジテレビ）
  - 所轄刑事 -必死の捜査報告-（2004年） - 堀部猛夫 役
  - 夏樹静子サスペンス 調停委員日向夢子の事件簿3 哀しい天罰（2005年）
- 忠臣蔵（2004年、テレビ朝日） - 神崎与五郎 役
- ナースマンがゆく 第7話（2004年、日本テレビ） - 沢渡透 役
- 水曜ミステリー9 エド・マクベイン〜殺意（2005年、テレビ東京） - 鰍沢修 役
- 恋におちたら〜僕の成功の秘密〜（2005年、フジテレビ） - 橘正孝 役
- 水曜プレミア 恋愛内科25時（2005年、TBS） - 関川慶久 役
- 柳生十兵衛七番勝負（2005年、NHK総合） - 脇坂源之進 役
- 牙狼<GARO>（2005年 - 2006年、テレビ東京） - 御月由児 役
- キッパリ!（2007年、CBCテレビ） - 甘利竜也 役
- 演歌の女王 第2幕（2007年、日本テレビ） - 花田良一 役
- 金曜時代劇 密命 寒月霞斬り 第1話（2008年4月、テレビ東京）
- 天てれドラマ ゴルフBOY（2009年、NHK教育） - 一磨のコーチ 役
- 相棒 Season 8 第5話（2009年、テレビ朝日） - 三島章 役
- 臨場 続章 第8話（2010年6月、テレビ朝日） - 小菅光晴 役
- ホンボシ〜心理特捜事件簿〜 第5話（2011年2月17日、テレビ朝日）

### 映画
- ケイゾク/映画 Beautiful Dreamer（2000年） - 斑目重友 役
- 人狼 JIN-ROH（2000年） - 声優出演
- 狗神（2001年）
- サトラレ TRIBUTE to a SAD GENIUS（2001年）
- 模倣犯（2002年） - 田川一義 役
- 黄泉がえり（2002年） - SAKU 役
- 仮面ライダーシリーズ
  - 劇場版 仮面ライダー555 パラダイス・ロスト（2003年） - 村上峡児 役
  - 劇場版 仮面ライダー剣 MISSING ACE（2004年） - 花田 役　※友情出演

### 舞台
- ランナーズ・ハイ（1997年）
- タイタス・アンドロニカス（2004年）
- あるいは友をつどいて（2004年）
- ジャングル・ブック
- THE・END
- HEART